# Гемолакрия
Гемола́крия (лат. haemolacria) — выделение крови вместе со слезами. Цвет выделяющейся жидкости может варьироваться от слабо окрашенного до тёмно-красного. Может сопровождаться кровотечением из носа и кожи головы, головной болью.
Гемолакрию могут вызвать опухоли слёзных желез и протоков, травмы, инфекции и другие заболевания. Существует вид гемолакрии при котором происходит внутриглазное кровоизлияние. У женщин репродуктивного возраста гемолакрию может вызывать гормональный дисбаланс.